# Mahima Chaudhry
Pour les articles homonymes, voir Chaudhry.
Mahima Chaudhry (12 septembre 1973  à Darjeeling - )  est une actrice indienne et ancien mannequin.

## Biographie
Elle fait ses débuts au cinéma dans le film Pardes face à Shahrukh Khan.

## Filmographie
- 2006 : Hope and a Little Sugar : Saloni
- 2006 :  Chess: A Game Plan  ... (Stuck / On Hold)
- 2006 :  Gumnaam - The Unknown  ... Ria/ simon
- 2006 :  Sarhad Paar  ... Simran
- 2006 :  Kudiyon Ka Hai Zamana  ... Anjali
- 2006 :  Sandwich (2005)
- 2006 :  Souten: The Other Woman  ... Mitali
- 2005 :  Home Delivery: Aapko... Ghar Tak  ... Maya
- 2005 :  No Entry  (non créditée) ... Actress
- 2005 :  Film Star  ... Heera Pandit
- 2005 :   Sehar  ... Anamika
- 2005 :   Kuch Meetha Ho Jaaye  ... Ghulab Khan
- 2005 :   The Film  ... Sushmita Banerjee
- 2005 :   Zameer  ... Supriya Maheshwari
- 2004 :   Dobara  ... Dr. Anjali Sehgal
- 2003 :   LOC Kargil  ... Reena, la femme de Yadav
- 2003 :   Baghban  ... Arpita Raj (Participation exceptionnelle)
- 2003 :   Tere Naam  ... Item number
- 2003 :   Saaya  ... Tanya
- 2002 :   Dil Hai Tumhaara  ... Nimmi
- 2002 :   Om Jai Jagadish  ... Ayesha
- 2002 :   Bharat Bhagya Vidhata
- 2001 :   Yeh Teraa Ghar Yeh Meraa Ghar  ... Saraswati
- 2001 : Lajja  ... Maithili
- 2000 : Khiladi 420  ... Ritu Bhardwaj
- 2000 : Kurukshetra ... Anjali
- 2000 : Deewane ... Pooja
- 2000 : Dhadkan  ... Sheetal Varma
- 1999 : Pyaar Koi Khel Nahin  ... Nisha
- 1999 : Daag: The Fire  ... Kajal Verma/Kajri
- 1999 : Dil Kya Kare  ... Kavita Kishore
- 1997 : Pardes  ... Kusum Ganga (Lauréate du Filmfare Award du meilleur espoir féminin)